# Cardiidae

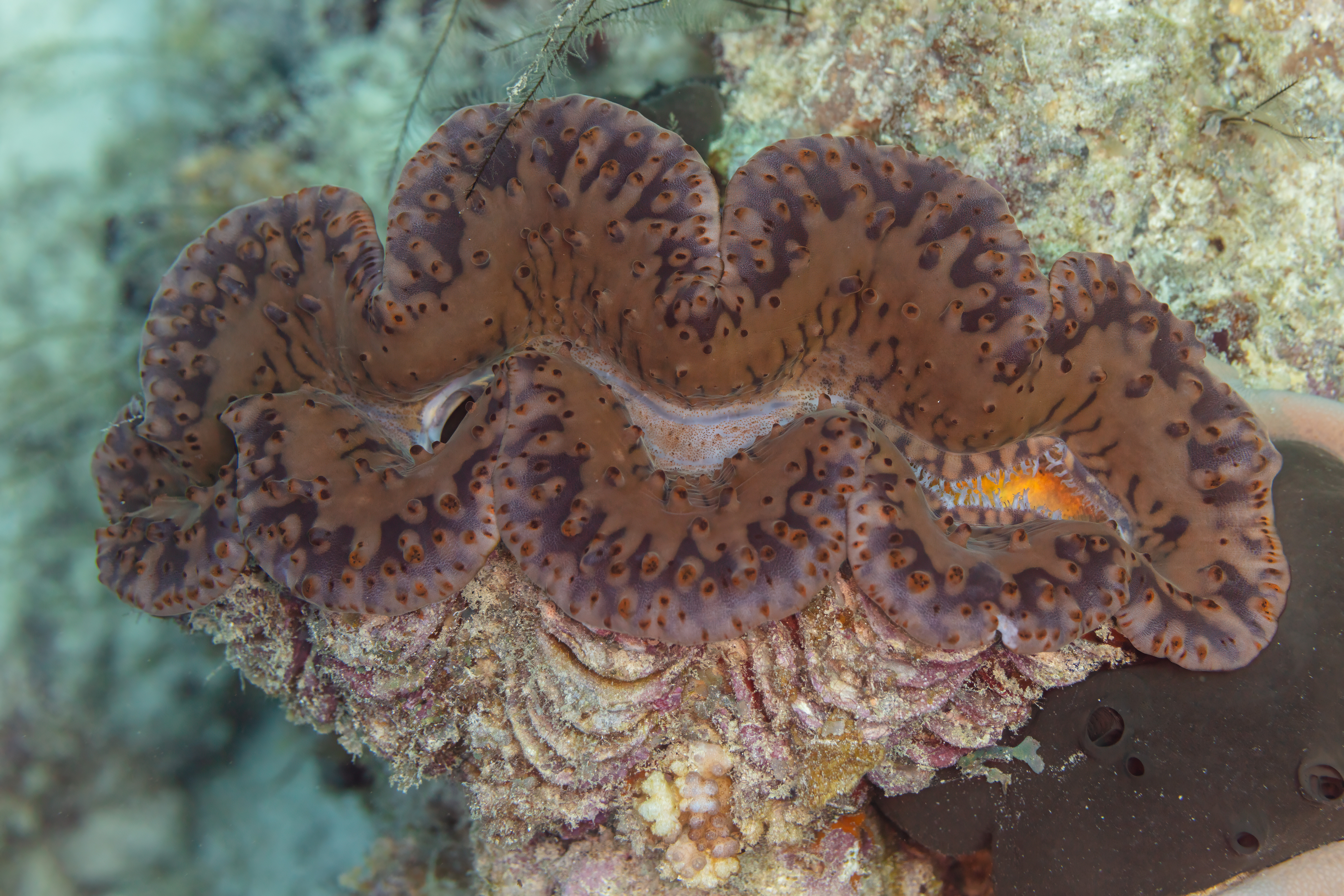
Tridacna maxima

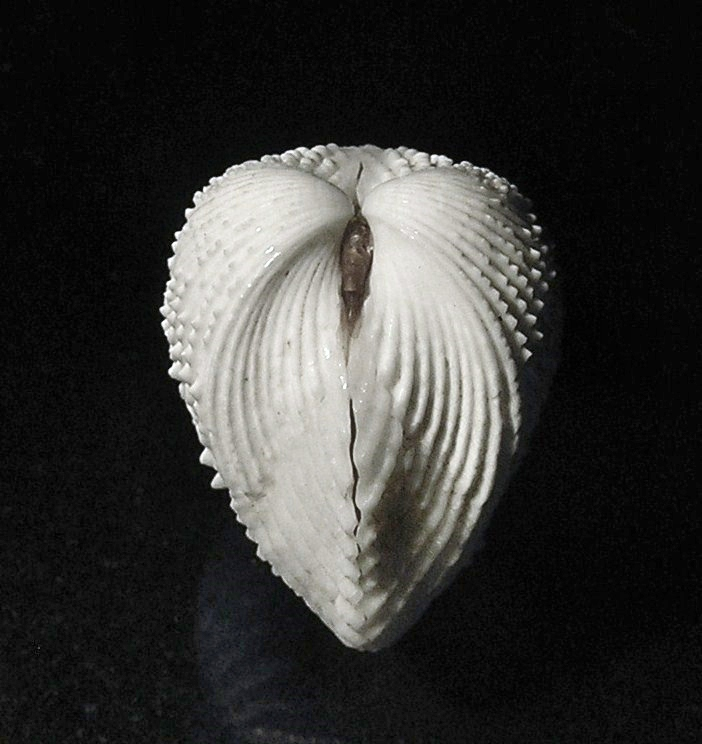
Ctenocardia fornicata

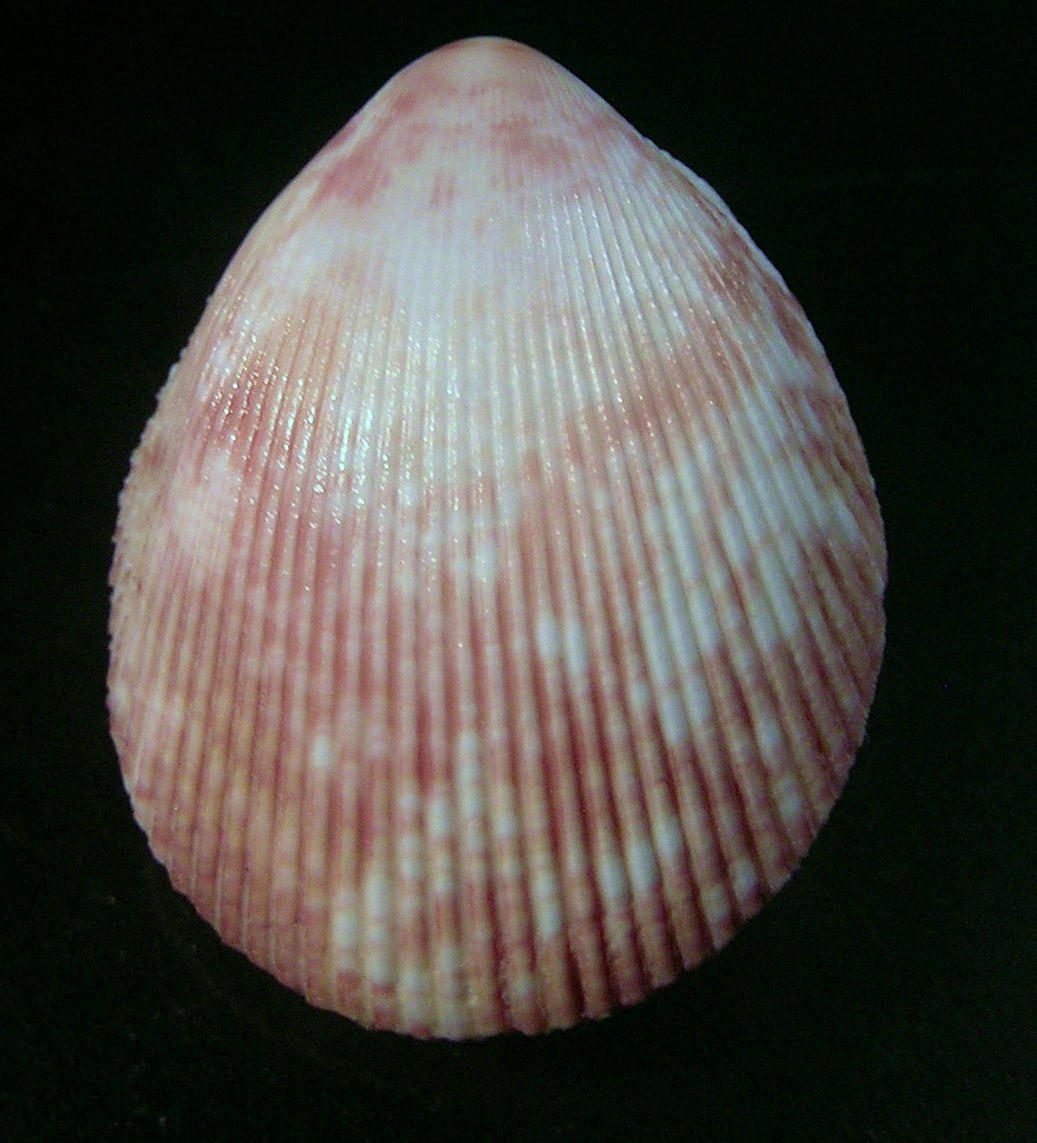
Trachycardium maculosum

Los cárdidos o cardíidos (Cardiidae) son una familia de moluscos bivalvos. Varias especies de la familia son conocidas vulgarmente como berberechos, en especial la especie europea comestible (Cerastoderma edule). Sus conchas son comunes en muchas playas del mundo. Las valvas se distinguen por su simetría acorazonada, y fuertes y pronunciadas costillas longitudinales. Los berberechos viven enterrados, en zonas próximas a la costa. La familia también incluye especies mucho más grandes, como las almejas gigantes.
Se conocen alrededor de 200 especies, en su mayor parte nativas de los trópicos. Dentro de la fauna latinoamericana cabe destacar el berberecho conocido como Mija mija (Trachycardium muricatum), en la zona medinense denominado dellamarica, presente en las Antillas y en las costas brasileñas, uruguayas y argentinas. En el golfo de México se encuentra Dinocardium robustum, y en las costas del pacífico mexicano se encuentra Laevicardium elatum.
La concha del molusco tiene tres aperturas (inhalante, exhalante, y pedal) para sifonear agua y como pie.  Los berberechos se entierran en el substrato cerca de la superficie del agua, usando el pie, y se alimenta bombeando agua y filtrando plancton.  Son también capaces de 'saltar' por empuje de su pie. Al contrario de muchos bivalvos, los berberechos son hermafroditas y se reproducen rápidamente. Son consumidos por muchas especies de peces de mar.

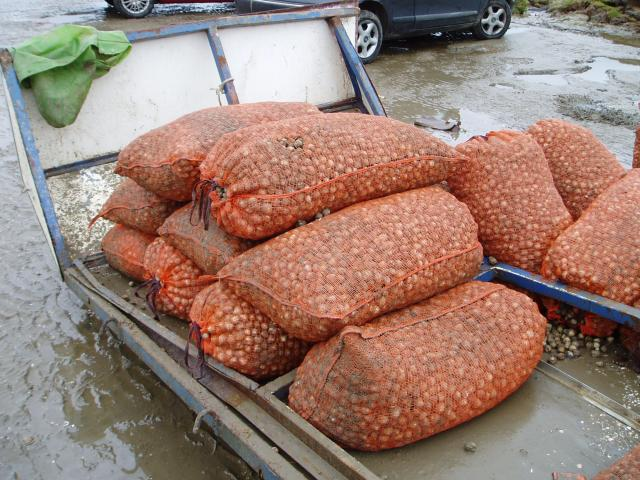
Berberechos en la Bahía de Morecambe.

## Géneros
El Registro Mundial de Especies Marinas clasifica los géneros con especies vivas en las siguientes subfamilias:
- Subfamilia Cardiinae Lamarck, 1809 :
  - Género Acanthocardia J.E. Gray, 1851
  - Género Bucardium J.E. Gray, 1853
  - Género Cardium Linnaeus, 1758
  - Género Dinocardium Dall, 1900
  - Género Vepricardium Iredale, 1929
- Subfamilia Clinocardiinae Kafanov, 1975 :
  - Género Ciliatocardium Kafanov, 1974
  - Género Clinocardium Keen, 1936
  - Género Keenocardium Kafanov, 1974
  - Género Serripes Gould, 1841
- Subfamilia Fraginae Stewart, 1930
  - Género Americardia Stewart, 1930
  - Género Apiocardia Olsson, 1961
  - Género Corculum Röding, 1798
  - Género Ctenocardia H. Adams & A. Adams, 1857
  - Género Fragum Röding, 1798
  - Género Lunulicardia J. E. Gray, 1853
  - Género Microfragum Habe, 1951
  - Género Papillicardium Sacco, 1899
  - Género Parvicardium Monterosato, 1884
  - Género Trigoniocardia Dall, 1900
- Subfamilia Laevicardiinae Keen, 1951 :
  - Género Frigidocardium Habe, 1951
  - Género Fulvia J. E. Gray, 1853
  - Género Keenaea Habe, 1951
  - Género Laevicardium Swainson, 1840
  - Género Lophocardium P. Fischer, 1887
  - Género Lyrocardium Meek, 1876
  - Género Microcardium Thiele, 1934
  - Género Nemocardium Meek, 1876
  - Género Pratulum Iredale, 1924
  - Género Pseudofulvia Vidal & Kirkendale, 2007
  - Género Trifaricardium Kuroda & Habe, 1951
- Subfamilia Lymnocardiinae Stoliczka, 1870 : 
  - Género Adacna Eichwald, 1838
  - Género Cerastoderma Poli, 1795
  - Género Didacna Eichwald, 1838
  - Género Hypanis Ménétries, 1832
  - Género Monodacna Eichwald, 1838
- Subfamilia Orthocardiinae Schneider, 2002 :
  - Género Afrocardium Tomlin, 1931
  - Género Europicardium Popov, 1977
  - Género Freneixicardia Schneider, 2002
- Subfamilia Trachycardiinae Stewart, 1930 :
  - Género Acrosterigma Dall, 1900
  - Género Dallocardia Stewart, 1930
  - Género Papyridea Swainson, 1840
  - Género Trachycardium Mörch, 1853
  - Género Vasticardium Iredale, 1927
- Subfamilia Tridacninae Lamarck, 1819 :
  - Género Hippopus Lamarck, 1799
  - Género Tridacna Bruguière, 1797
- Géneros no asignados:
  - Género Goethemia Lambiotte, 1979
  - Género Maoricardium Marwick, 1944
  - Género Discors Deshayes, 1858

## Gastronomía

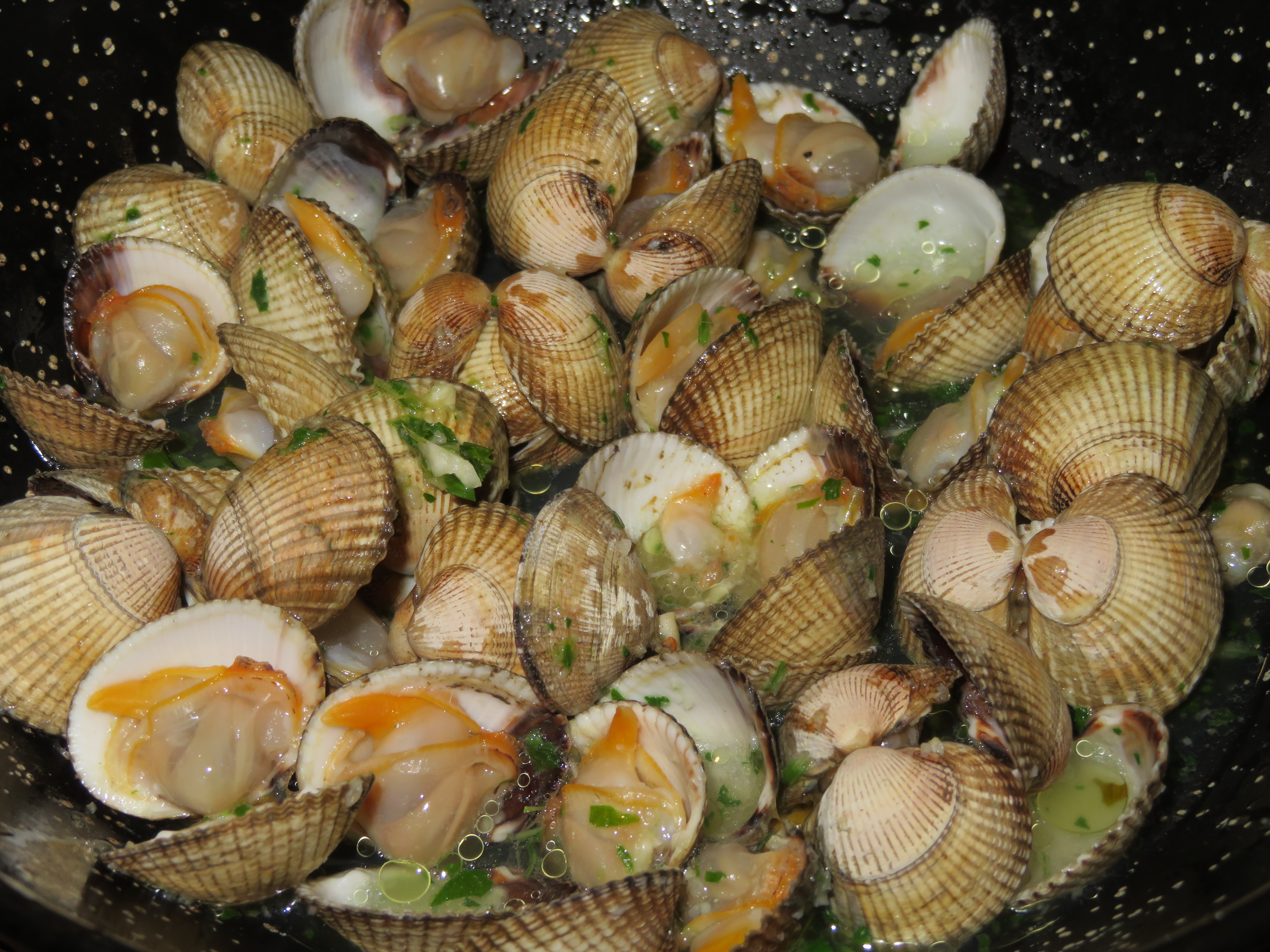
Berberechos cocinados al vapor (España)

Los berberechos son una comida popular en Oriente y en Occidente. La receta de la paella de marisco española puede incluir berberechos. Los berberechos se venden frescos como aperitivo en el Reino Unido, y también se comen en vinagre. También se comercializan cocidos y enlatados.
El consumo de berberechos salvajes crudos ha sido considerado peligroso, por la posibilidad de contraer hepatitis.